# 上海艺术品博物馆
上海艺术品博物馆是一座位于上海长宁区以艺术品为主题的博物馆。理事长是胡木清。

## 历史
2009年9月22日建成开放，位于上海长宁区延安西路1731号天山公园内。是国际博物馆协会成员单位、中国博物馆协会会员单位。

## 营业时间
- 周二至周日：上午十点至下午四点半
- 周一闭馆

## 交通
- 上海轨道交通3号线、上海轨道交通4号线延安西路站